# Епархия Сент-Этьена
Епархия Сент-Этьена (лат.  Dioecesis Sancti Stephani) — епархия Римско-Католической церкви с центром в городе Сент-Этьен, Франция. Епархия Сент-Этьена распространяет свою юрисдикцию на территорию департамента Луара. Епархия Сент-Этьена входит в митрополию Лиона. Кафедральным собором епархии Сент-Этьена является церковь святого Карла Борромео.

## История
26 декабря 1970 года Римский папа Павел VI издал буллу Signa temporum, которой учредил епархию Сент-Этьена, выделив её из архиепархии Лиона.

## Ординарии епархии
- епископ Поль-Мари Франсуа Руссе (23.02.1971 — 28.09.1987);
- епископ Пьер Жак Жоаттон (20.04.1988 — 28.06.2006);
- епископ Доминик Лебрён (28.06.2006 — 10.07.2015);
  - вакансия (10.07.2015 — по настоящее время).

## Источник
- Annuario Pontificio, Libreria Editrice Vaticana, Città del Vaticano, 2003, ISBN 88-209-7422-3
- Булла Signa temporum  (лат.)